# Color Line Stadion
Color Line Stadion – stadion piłkarski w Ålesund, w Norwegii. Został otwarty w 2005 roku. Swoje mecze rozgrywa na nim klub Aalesunds FK, który do czasu wybudowania nowego obiektu grał na Kråmyra Stadion, a także żeńska drużyna Fortuna Ålesund. Stadion może pomieścić 10 720 widzów (z czego 9 540 to miejsca siedzące). Obiekt jest pierwszym stadionem w Norwegii, który doczekał się sponsora, a także pierwszym, na którym zastosowano sztuczną murawę.